# Sabrina (película de 1954)
Sabrina (Sabrina) es una película estadounidense de 1954. Es adaptación de la obra de teatro de 1953 Sabrina Fair (subtitulada A Woman of the World), escrita por Samuel A. Taylor (1912 - 2000).
La película fue dirigida por Billy Wilder, y contó con Audrey Hepburn, Humphrey Bogart y William Holden como actores principales. Fue candidata a seis Oscar, entre ellos al mejor director, a la mejor actriz principal (Hepburn) y al mejor guion adaptado, pero finalmente solo ganaría el de mejor vestuario en blanco y negro.

## Argumento

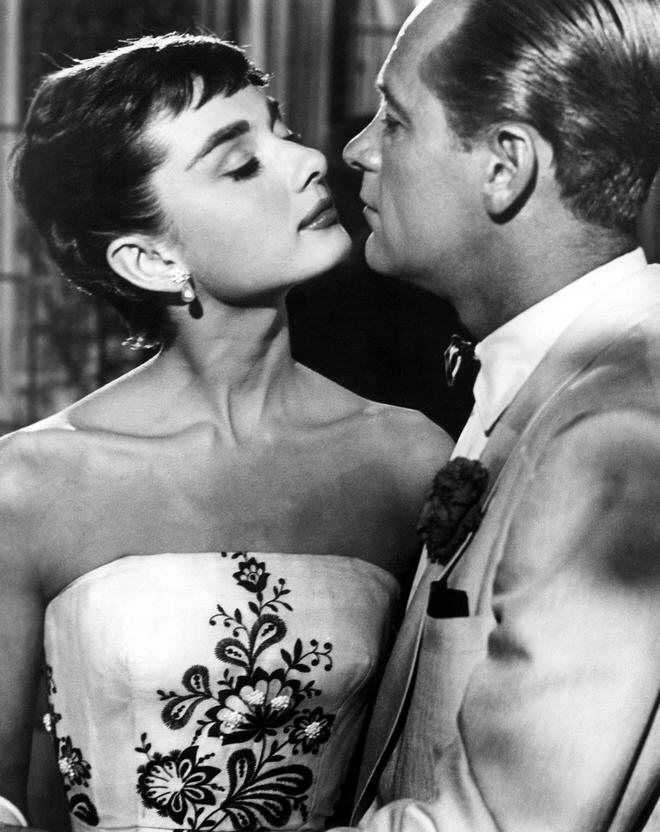
Audrey Hepburn y William Holden en una foto publicitaria de la película.

Sabrina Fairchild (Audrey Hepburn) es la hija de Thomas, el chófer de la familia Larrabee, y desde niña está locamente enamorada de David Larrabee (William Holden). David es un vividor y mujeriego, divorciado ya tres veces, que sin embargo nunca ha reparado en ella, lo que provoca que, desconsolada, decida suicidarse envenenándose con monóxido de carbono, encerrándose en el garaje y poniendo en marcha a la vez los ocho coches de la familia. Lo impide Linus (Humphrey Bogart), el hermano mayor de David, un hombre dedicado a la familia y a sus empresas.
Sabrina se marcha a París para estudiar en una escuela de cocina. Cuando dos años después vuelve a la residencia de los Larrabee, se ha convertido en una mujer sofisticada y atractiva que llama la atención de David cuando casualmente la encuentra en la estación, pese a no reconocerla al principio. Esa misma tarde, la invita a una recepción en la mansión. Linus, conociendo el carácter de su hermano, teme que el compromiso de David con Elizabeth Tyson (Martha Hyer) acordado por el patriarca de los Larrabee peligre, y con él la fusión entre Larrabee Industries y la empresa del padre de Elizabeth. Linus discute con David sobre su responsabilidad ante la familia, pero este no quiere saber nada más allá de su propio interés, así que Linus se decide por una maniobra alternativa: intentará seducir a Sabrina, de manera que se enamore de él y olvide a su hermano, y luego la mandará de nuevo a París para asegurar el matrimonio de David y el acuerdo empresarial.
Ayudado por un accidente que sufre David, Linus y Sabrina comienzan a pasar más tiempo juntos, y ella se da cuenta de que él no sólo es un hombre de negocios sin tiempo para los sentimientos. Sin embargo, Linus acaba también enamorado de Sabrina, y llevado por los remordimientos le cuenta su plan dirigido ante todo por los intereses de las empresas familiares. Sabrina, profundamente decepcionada, se muestra de acuerdo en dejar la mansión Larrabee a la mañana siguiente. Linus habla con David para ponerle al corriente de la situación; David comprende que Linus está enamorado de Sabrina pero siempre va a anteponer las necesidades de la familia a su propia felicidad.
Al día siguiente está convocada la reunión del consejo de administración de la empresa para formalizar la firma de la fusión. Cuando David no se presenta a la hora indicada, Linus asume que ha escapado a París con Sabrina, pero en el último momento el hermano menor aparece, disculpándose por el retraso, y confirma su decisión de casarse con Elizabeth Tyson y llevar adelante la fusión de las empresas. Liberado de su compromiso con el negocio, Linus acepta sus sentimientos hacia Sabrina y corre para reunirse con ella en el barco para zarpar juntos hacia  París.

## Reparto
- Humphrey Bogart ... Linus Larrabee
- Audrey Hepburn ... Sabrina Fairchild
- William Holden ... David Larrabee
- John Williams ... Thomas Fairchild, padre de Sabrina
- Walter Hampden ... Oliver Larrabee, padre de Linus y David
- Nella Walker ... Maude Larrabee, madre de Linus y David
- Martha Hyer ... Elizabeth Tyson, prometida de David
- Marcel Dalio ... Baron St. Fontanel
- Marcel Hillaire ... Instructor de Sabrina
- Ellen Corby ... Srta. McCardle, secretaria de Linus
- Francis X. Bushman ... Mr. Tyson, padre de Elizabeth
- Joan Vohs ... Gretchen Van Horn
- Emory Parnell ... Charles, mayordomo (Sin Acreditar)

## Producción
Sabrina supone el retorno de Wilder a la comedia romántica sofisticada, al estilo de Ernst Lubitsch y de la primera época de Wilder en la Paramount. Wilder quiso subrayar un aspecto poco desarrollado en la obra de Samuel Taylor: la idea de que Bogart se utiliza a sí mismo para que la chica desista de su hermano y este pueda casarse con la hija de un magnate azucarero y garantizar así una lucrativa fusión para la familia.
Wilder se centra en el personaje de Bogart y lo convierte en una Ninotchka masculina que da la espalda a la vida y cuya sombría actitud es el fruto de su dedicación al trabajo. Muchos de los memorables toques visuales ponen de relieve su planteamiento de una vida dedicada a los negocios (por ejemplo, llama a una docena de secretarias de mediana edad para saltar sobre una lámina de plástico y comprobar su resistencia ante un avergonzado William Holden). Los planos desconexos de Bogart paseando por su cavernoso despacho subrayan una vida de éxitos pero solitaria. Cuando dimite para seguir a Hepburn en su viaje por Europa, Wilder le sitúa corriendo por una larga perspectiva de puertas que se abren, el final de su vacua vida de ejecutivo.[cita requerida]
Bogart se presta a engañar a Hepburn sustituyendo a Holden por motivos puramente egoístas, pensando en sus negocios, pero una vez la conoce, se siente tan culpable como Charles Boyer en Si no amaneciera, a la vez que admite necesitar amor, como Greta Garbo en Ninotchka. Wilder y Lehman revisten de gran refinamiento dichas revelaciones.
Durante el rodaje de la película las relaciones entre Bogart y el resto del reparto fueron bastante tensas. Bogart aceptó ese papel porque su agente le convenció de que debía participar en una comedia, para mitigar la imagen de duro que tenía. En cambio, la relación entre Hepburn y Holden fue excelente durante todo el rodaje.[cita requerida]

## Nueva versión
Existe una nueva versión de 1995, dirigido por Sydney Pollack, con Julia Ormond como Sabrina, Greg Kinnear como David y Harrison Ford como Linus.

## Galería fotográfica

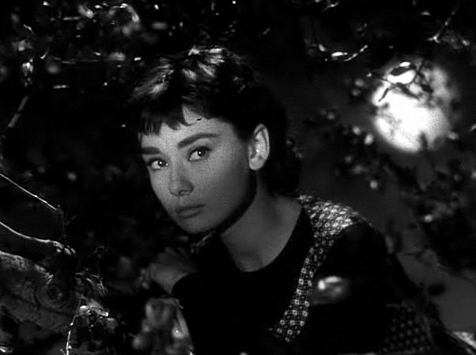
Audrey Hepburn
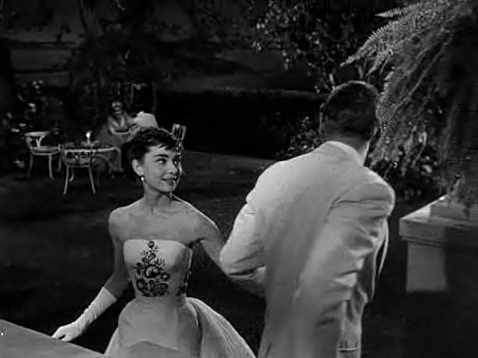
Audrey Hepburn y William Holden
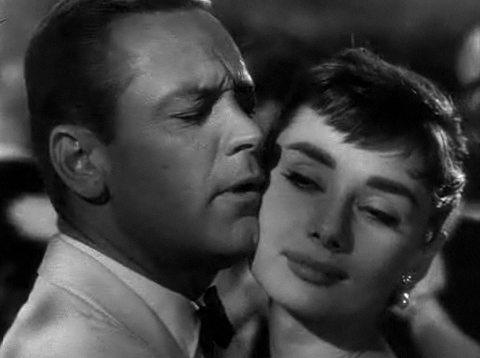
William Holden y Audrey Hepburn
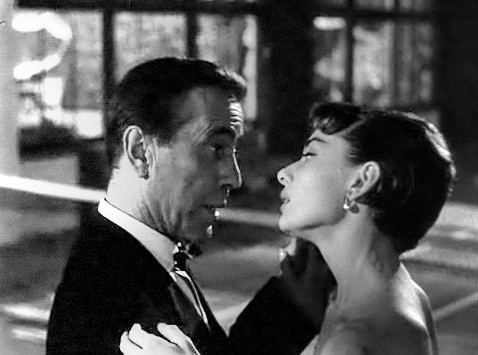
Humphrey Bogart y Audrey Hepburn
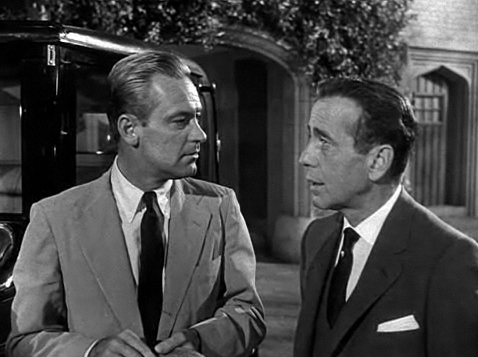
William Holden y Humphrey Bogart
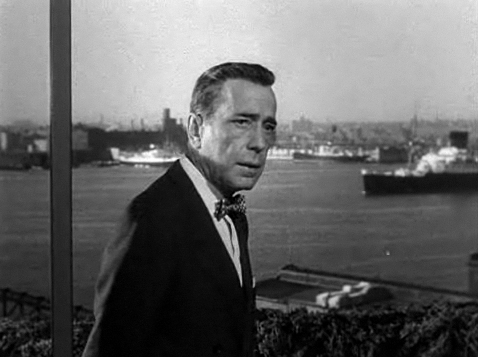
Humphrey Bogart

## Premios

### Oscar
| Año  | Categoría                                  | Persona                                      | Resultado  |
| ---- | ------------------------------------------ | -------------------------------------------- | ---------- |
| 1954 | Mejor dirección                            | Billy Wilder                                 | Candidato  |
| 1954 | Mejor actriz                               | Audrey Hepburn                               | Candidata  |
| 1954 | Mejor guion                                | Billy Wilder Samuel Taylor Ernest Lehman     | Candidatos |
| 1954 | Mejor fotografía (Blanco y negro)          | Charles Lang                                 | Candidato  |
| 1954 | Mejor dirección artística (Blanco y negro) | Hal Pereira Walter Tyler Sam Comer Ray Moyer | Candidatos |
| 1954 | Mejor diseño de vestuario (Blanco y negro) | Edith Head                                   | Ganadora   |